# مستورة (رابغ)
مستورة قرية سعودية تابعة لمحافظة رابغ تقع على ساحل البحر الأحمر الغربي، على بعد 200 كيلومتر شمالي مدينة جدة، عدد سكانها حوالي 25,000 نسمة.

## نبذة تاريخية
1. كانت تسمية القرية عائدة لمعركة قديمة سقطت بها إحدى النساء ووجدوها مكتسية بحلة تستر كامل جسدها وردد المتقاتلون بكلمة (دعوها فإنها مستورة).
2. كما أنها كانت استراحة لحملة المحمل المصري القادم بكسوة الكعبة.

## الجغرافية
تبدأ مستورة من رحاب جنوباً حتى الحاجر شمالاَ ومن البحر غرباً وحتى الشاقة شرقاً. تتخلل مستورة سبعة أودية أهمها وادي ودان ووادي الكلابي...

## الموارد الطبيعية
كما أنها مصدر جيد لجمع الملح وصيد الأسماك وتشتهر مستورة لدى القرى المجاورة لها بسوق (حراج) السمك عصر كل خميس ويطرح الصيادون أصنافا كثيرة من أنواع السمك ومن أهم المحاصيل الزراعية بها البطيخ ((الحبحب)) العثري الذي يأتي عن طريق مياه السيول وكذلك البندورة.